# Poronaj
Il Poronaj (in russo  Поронай?) è un fiume dell'estremo oriente russo, nell'isola di Sachalin. È il fiume più lungo dell'isola, seguito dal Tym'. Attraversa i distretti Tymovskij, Smirnychovskij e Poronajskij.
Il fiume ha origine dalla cresta Nabil'skij nel sistema dei monti Sachalinskie orientali e scorre con direzione mediamente meridionale attraverso la pianura paludosa Tym'-Poronajsk fino alla foce nel golfo Terpenija (Mare di Ochotsk), presso la cittadina di Poronajsk. A 10 km dal mare, il fiume si divide in 2 rami, che scorrono separatamente, a 5 km l'uno dall'altro, formando così un'isola fluviale paludosa. 
È coperto dai ghiacci, in media, da novembre ad aprile. Il fiume non ha affluenti di qualche rilievo: i maggiori sono Leonidovka (95 km), Orlovka (83 km) e Onorka (77 km) dalla destra idrografica, Žitnica (61 km) dalla sinistra. La valle del fiume è ricca di laghi. Il Poronaj è utilizzato per il rafting e la pesca. Nel fiume depongono le uova i salmoni.